# مارتن غوتليب
مارتن غوتليب (بالإنجليزية: Martin Gottlieb)‏ هو رئيس تحرير صحيفة أمريكي، ولد في 10 يناير 1948 في بروكلين في الولايات المتحدة.